# Jacqueline Hahn
Jacqueline Hahn (Innsbruck, 21 juli 1991) is een Oostenrijks wielrenster. Zij reed voor teams als Hitec Products, Bigla en Feminine Cycling Team. In 2012 werd ze nationaal kampioene in het veld en in 2014 op de weg.

## Overwinningen
2009
 Oostenrijks kampioene op de weg, Beloften
2012
 Oostenrijks kampioene veldrijden, Elite
2014
 Oostenrijks kampioene op de weg, Elite

## Resultaten in voornaamste wedstrijden
| Jaar |  | WK op de weg |
| ---- |  | ------------ |
| 2011 |  | 117e         |
| 2014 |  | opgave       |

Borchers · Dietrich · Ehrler · Hahn · van Hoek · Lacher · Öschger · van der Zijden